# 三道桥站
三道桥站是位于内蒙古自治区扎兰屯市三道桥村的一个铁路车站，邮政编码162693。车站建于1901年，有滨洲铁路经过该站，现办理客运业务，不办理货运业务，车站及其上下行区间均已电气化。车站距离哈尔滨站435公里，隶属哈尔滨铁路局，是五等站。